# The Sentinel
The Sentinel é um conto de ficção científica do escritor britânico Arthur C. Clarke, escrito em 1948 e publicado pela primeira vez em 1951 como "Sentinel of Eternity", que foi usado como ponto de partida para o romance e filme de 1968 2001: A Space Odyssey.

## Histórico
"The Sentinel" foi escrito em 1948 para um concurso da BBC (no qual não foi possível) e foi publicado pela primeira vez na revista 10 Story Fantasy em sua edição da primavera de 1951, sob o título "Sentinel of Eternity". Posteriormente, foi publicado como parte das coleções de contos Expedition to Earth (1953), The Nine Billion Names of God (1967) e The Lost Worlds of 2001 (1972). Apesar do fracasso inicial da história, ela mudou o curso da carreira de Clarke.

## Antologia
The Sentinel (publicado em 1982) é também o título de uma coleção de contos de Arthur C. Clarke, que inclui o homônimo "The Sentinel", "Guardian Angel" (a inspiração para seu romance de 1953 Childhood's End), "The Songs of Distant Earth", and "Breaking Strain".

## História
A história trata da descoberta de um artefato na Lua da Terra, deixado por uma raça alienígena em tempos remotos. O objeto é feito de um mineral polido, tem forma tetraédrica e é cercado por um campo de força esférico. O narrador especula a certa altura que os misteriosos alienígenas que deixaram essa estrutura na Lua podem ter usado mecanismos pertencentes "a uma tecnologia que está além de nossos horizontes, talvez à tecnologia de forças parafísicas".
O narrador especula que por milhões de anos (evidenciado pelo acúmulo de poeira em torno de seu campo de força) o artefato vem transmitindo sinais para o espaço profundo, mas deixa de transmitir quando, algum tempo depois, é destruído "com o poder selvagem do poder atômico". O narrador levanta a hipótese de que esta "sentinela" foi deixada na Lua como um "farol de advertência" para possíveis espécies inteligentes e viajantes do espaço que podem se desenvolver na Terra.
Em 2001: A Space Odyssey, a operação da sentinela é ativada quando a luz do sol a toca pela primeira vez após ser desenterrada.

## Recepção
Algis Budrys achou "The Sentinel" irritante, dizendo que "alguém pode levantar uma reputação formidável de profundidade repetindo, continuamente, que o universo é amplo e o homem é muito pequeno ... enquanto nossos instrumentos mostram que o universo são amplos, são os nossos instrumentos e de alguma forma conseguimos construí-los. Não há qualquer evidência de que o Homem seja tão pequeno assim".

## Filme
A história foi adaptada e ampliada no filme de 1968, 2001: A Space Odyssey, do cineasta Stanley Kubrick. Kubrick e Clarke modificaram e fundiram a história com outras ideias. Clarke expressou impaciência com sua descrição comum como a história na qual o romance e o filme são baseados. Ele explicou
| “ | Fico continuamente incomodado com referências descuidadas a "The Sentinel" como "a história em que 2001 se baseia"; tem tanta relação com o filme quanto uma bolota com o carvalho crescido resultante. (Muito menos, na verdade, porque ideias de várias outras histórias também foram incorporadas.) Até mesmo os elementos que Stanley Kubrick e eu realmente usamos foram consideravelmente modificados. Assim, a 'estrutura cintilante, quase piramidal ... fixada na rocha como uma joia gigantesca e multifacetada' tornou-se - após várias modificações - o famoso monólito negro. E o local foi movido do Mare Crisium para a mais espetacular de todas as crateras lunares, Tycho - facilmente visível a olho nu da Terra na Lua Cheia. | ” |

O filme foi indicado a quatro Oscars, incluindo Melhor Roteiro Original no Oscar de 1969.